# Puchar Ligi Portugalskiej w piłce nożnej (2024/2025)
Taça da Liga (2024/2025) – 18. edycja rozgrywek Pucharu Ligi Portugalskiej w piłce nożnej. W pucharze występowało 8 zespołów. W finale SL Benfica pokonała Sporting CP zdobywając swój 8. triumf w tych rozgrywkach.

## Zmiany w formacie rozgrywek
Przed sezonem doszło do zmian w formacie rozgrywek o Puchar Ligi. Liczba drużyn została zmniejszona z 34 do 8 (6 drużyn z Primeira Ligi i 2 z Ligi Portugal 2), a sam turniej został zmniejszony do 3 rund. Zmiany te spowodowały niezadowolenie wśród portugalskich kibiców.

## Uczestnicy
| Primeira Liga                                                                 | Liga Portugal 2                |
| ----------------------------------------------------------------------------- | ------------------------------ |
| - Sporting CP - SL Benfica - FC Porto - SC Braga - Vitória SC - Moreirense FC | - CD Santa Clara - CD Nacional |

## 1/4 finału
Mecze ćwierćfinałowe zostały rozegrane w dniach 29-31 października 2024 roku.
| 29 października 2024 | Sporting CP                           | 3:1   | CD Nacional |                                                                       |
| 21:15                | Hjulmand 53' · Gyökeres 65' (k.), 70' | (0:0) | 66' Macedo  | Estádio José Alvalade, Lizbona Widzów: 32 622 Sędzia: Hélder Carvalho |

| 30 października 2024 | SL Benfica                       | 3:0   | CD Santa Clara |                                                                |
| 21:15                | Di María 71' · Pawlidis 76', 80' | (0:0) |                | Estádio da Luz, Lizbona Widzów: 48 639 Sędzia: Hélder Malheiro |

| 31 października 2024 | SC Braga                     | 2:1   | Vitória SC |                                                                 |
| 19:45                | Niakaté 22' · Bruma 75' (k.) | (1:1) | 10' Santos | Estádio Municipal de Braga Widzów: 9663 Sędzia: Fábio Veríssimo |

| 31 października 2024 | FC Porto                        | 2:0   | Moreirense FC |                                                               |
| 21:45                | Buta 34' (sam.) · Eustáquio 61' | (1:0) |               | Estádio do Dragão, Porto Widzów: 3340 Sędzia: Gustavo Correia |

## 1/2 finału
Mecze półfinałowe zostały rozegrane w dniach 7-8 stycznia 2025 roku.
| 7 stycznia 2025 | Sporting CP  | 1:0   | FC Porto |                                                                           |
| 20:45           | Gyökeres 56' | (0:0) |          | Estádio Dr. Magalhães Pessoa, Leiria Widzów: 20 007 Sędzia: António Nobre |

| 8 stycznia 2025 | SL Benfica                       | 3:0   | SC Braga |                                                                             |
| 20:45           | Di María 27', 37' · Carreras 28' | (3:0) |          | Estádio Dr. Magalhães Pessoa, Leiria Widzów: 19 917 Sędzia: Cláudio Pereira |

## Finał
Mecz finałowy odbył się 11 stycznia 2025 roku na Estádio Dr. Magalhães Pessoa. W nim SL Benfica pokonała Sporting CP zdobywając swój 8. tytuł w historii.
| 11 stycznia 2025 | Sporting CP                                                         | 1:1 (pd.)               | SL Benfica                                                                     |                                                                           |
| 20:45            | Gyökeres 42'                                                        | (1:1, 1:1, 1:1, k. 6:7) | 29' Schjelderup                                                                | Estádio Dr. Magalhães Pessoa, Leiria Widzów: 20 738 Sędzia: João Pinheiro |
| 20:45            | · Gyökeres · Hjulmand · Harder · Araújo · Debast · Quenda · Trincão | Rzuty karne             | · Di María · Amdouni · Otamendi · Aktürkoğlu · Sanches · Barreiro · Florentino | Estádio Dr. Magalhães Pessoa, Leiria Widzów: 20 738 Sędzia: João Pinheiro |